# Abdul Hamid Badawi
Abdul Hamid Badawi (ägyptisch-arabisch عبد الحميد بدوى, DMG ʿAbd al-Ḥamīd Badawī; * 13. März 1887 in Alexandria; † 4. August 1965 in Kairo) war ein ägyptischer Jurist. Er war 1940 Finanz- und 1945 Außenminister der ägyptischen Regierung sowie von 1946 bis zu seinem Tod Richter am Internationalen Gerichtshof.

## Leben
Abdul Hamid Badawi wurde 1887 in Alexandria geboren und schloss 1908 ein Studium der Rechtswissenschaften an der Khedivischen Rechtshochschule in Kairo ab. Vier Jahre später promovierte er an der Universität Grenoble. Nach seiner Rückkehr nach Ägypten war er zunächst als Dozent an der Khedivischen Rechtshochschule tätig, bevor er in den Regierungsdienst wechselte.
Zum Beginn der 1920er Jahre wirkte er unter anderem als Generalsekretär der ägyptischen Regierung sowie als königlicher Berater und war an der Ausarbeitung der Verfassung für das Königreich Ägypten beteiligt, die im April 1923 in Kraft trat. Darüber hinaus war er wesentlich für die Gestaltung des 1936 abgeschlossenen Vertrages von Montreux verantwortlich, mit dem die Türkei die Souveränität über die Dardanellen, das Marmarameer und den Bosporus zurückerhielt. Ein Jahr nach Abschluss des Vertrages leitete er die Konferenz, die zur Abschaffung der Kapitulationen des osmanischen Reiches führte.
Im Jahr 1940 übernahm er das Finanzministerium und fünf Jahre später das Außenministerium in der ägyptischen Regierung. 1946 wurde er zum Richter am Internationalen Gerichtshof in Den Haag gewählt, an dem er bis zu seinem Tod wirkte. Von 1955 bis 1958 war er Vizepräsident des Gerichts. Ab 1948 war er Mitglied des Institut de Droit international. Er starb 1965 in Kairo.